# Otokoyama-kabelbaan
De Otokoyama-kabelbaan  (男山ケーブル; Otokoyama Kēburu), officieel de Keihan-kabelspoorweg (鋼索線; Kōsaku-sen) is een kabelspoorweg tussen de stations Yawatashi - Otokoyama-Sanjō in de Japanse stad Yawata. De lijn maakt deel uit van het netwerk van Keihan in de regio Osaka-Kobe-Kioto. De lijn heeft slechts twee stations en dient als een verbinding met de Iwashimizu-schrijn.

## Geschiedenis
De lijn werd in 1926 door Otokoyama Sakudō (男山索道) geopend. In 1929 werd de kabelspoorweg overgenomen door Keihan.

## Stations
| Station         | Japans     | Verbindingen        | Stad   |
| --------------- | ---------- | ------------------- | ------ |
| Yawatashi       | 八幡市     | Keihan: Keihan-lijn | Yawata |
| Otokoyama-Sanjō | 男山山上駅 |                     | Yawata |